# かんむり座ベータ星
かんむり座β星は、かんむり座の恒星で4等星。

## 概要
初めて分光法で発見された連星である。主星Aは伴星Bの約4倍明るく、A星は太陽の26倍の光度、B星は7倍の光度で輝いている。互いに約10auの距離を10.5年掛けて周回している。
スペクトル分類に付けられている p は、化学組成が異常 (peculiar) であることを示している。この星の場合、酸素が非常に少なく、ストロンチウム、クロム、ユウロピウムなどが特に豊富である。これらの元素が集中しているところには、地球の1万倍以上、太陽黒点の2倍以上の磁力が発生している。8,300Kという表面温度であれば、本来A型に分類されるべき温度だが、この星の異常なスペクトルが分類を困難なものにしている。

## 名称
学名はβ Coronae Borealis（略称はβ CrB）。固有名のヌサカン (Nusakan) は、アラビア語で「2本の線」を意味する al-nasaqān に由来する。これは元々、今日のヘルクレス座、へび座、へびつかい座、こと座にまたがる2つのアステリズムを示したものであった。al-nasaqān は、「牧草地」を意味する al-rauḍa の境界線を示すもので、「北の線」を示す al-nasaqān al-shaʾāmī と「南の線」を示す al-nasaqān al-yamānī の2つがあった。2016年9月12日に国際天文学連合の恒星の命名に関するワーキンググループ (Working Group on Star Names, WGSN) は、Nusakan をかんむり座β星Aの固有名として正式に承認した。